# Natissa

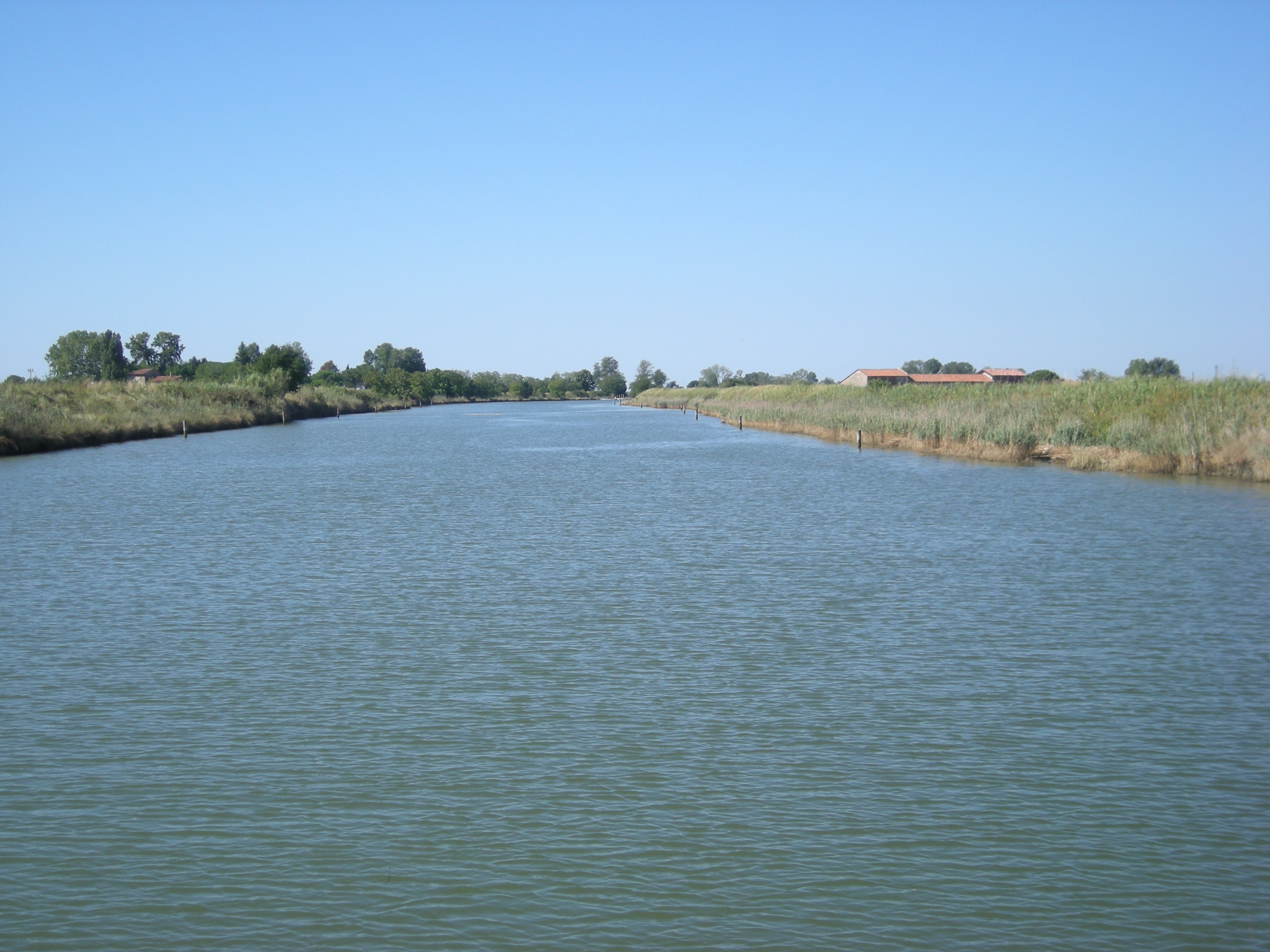
Le Natissa.

Natissa (Natisse en Frioulan) est le nom d'un cours d'eau qui traverse le territoire de la commune d'Aquilée (Aquileia en italien) dans la région du Frioul-Vénétie Julienne
D'une longueur de 15 km, le Natissa commence son cours à la limite d'Aquilée et de Terzo d'Aquileia, dans la localité de Roncùs (Ronchi), zone riche en sources résurgentes.
Après avoir traversé le centre urbain d'Aquilée, le Natissa reçoit les eaux de la rivière Terzo pour ensuite se jeter dans la lagune de Grado, après quelques kilomètres en rase campagne à travers des champs agricoles.
Le Natissa est une voie navigable de classe II qui permet aux embarcations ayant un tirant d'eau allant jusqu'à 3,5 mètres (selon les marées) de relier Aquilée avec la lagune puis la mer Adriatique et aux embarcations ayant un tirant d'eau de moins d'un mètre de remonter jusqu'à Terzo d'Aquileia. C'est au point de rencontre de ces deux rivières que s'est implanté un chantier de construction navale spécialisé dans les voiliers de luxe (construit en 1974), qui arrive ainsi à mettre à l'eau devant sa porte la plupart des unités qu'il construit.
À l'époque romaine, lorsque Aquilée était un important port fluvial, le Natissa recevait les eaux du Natisone et du Torre, l'élargissant jusqu'à 48 mètres.
Les rives du tronçon canalisant le fleuve dans le centre d'Aquilée ont été aménagées et offrent entre la Place S.Giovanni (pont du Corso Antonio Gramsc) et le petit port d'Aquilée (Marina d'Aquileia) en aval, des possibilités d'amarrage pour les embarcations de petite taille : quais en béton sur la partie en amont, petits pontons et piles de bois pour la partie avale.

## Sources
- (it) Cet article est partiellement ou en totalité issu de l’article de Wikipédia en italien intitulé « Natissa » (voir la liste des auteurs).